# 益津郡
- 令制国一覧 > 東海道 > 駿河国 > 益津郡
- 日本 > 中部地方 > 静岡県 > 益津郡

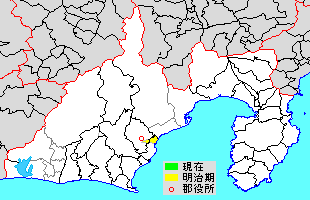
静岡県益津郡の範囲

益津郡（ましづぐん、ましづのこおり）は静岡県（駿河国）にあった郡。

## 郡域
1879年（明治12年）に行政区画として発足した当時の郡域は、現在の行政区画では概ね以下の区域にあたる。
- 藤枝市の一部（平島・田中・益津および立花・城南・緑町・郡・岡出山・本町・藤枝・稲川の各一部）
- 焼津市の一部（越後島を除く鰯ヶ島、本町、焼津、大村新田以北）

駿河国で最も面積の小さい郡であった。

## 歴史
『和名抄』には益頭郡の名が見られる。益頭の字音は「ヤクヅ」であり、焼津（やきづ　イ音便により「やいづ」へ変化）と由来を同じくする。

### 近代以降の沿革
- 「旧高旧領取調帳」に記載されている明治初年時点での支配は以下の通り。●は村内に寺社領が、○は寺社等の除地（領主から年貢免除の特権を与えられた土地）が存在。（36村）

| 知行         | 知行           | 村数 | 村名 |
| ------------ | -------------- | ---- | --- |
| 幕府領       | 幕府領         | 3村  | ○北新田村、城之腰村、○鰯ヶ島村 |
| 幕府領       | 旗本領         | 9村  | ○関方村、○方ノ上村、●○坂本村、○中里村、○石脇下村、○馬場村、○花沢村、○小浜村、○中村 |
| 藩領         | 駿河田中藩     | 18村 | ○策牛村、○石脇上村、○成沢村、●○野秋村、●○浜当目村、○岡当目村、○塩津村、○大村新田、○大村、○大覚寺上村、○大覚寺下村、○八楠北村、○越後島村、○平島村、○郡村、○長楽寺村、○益津上村、益津下村 |
| 藩領         | 駿河沼津藩     | 3村  | ○焼津北村、○新屋村、○焼津村 |
| 藩領         | 美濃岩村藩     | 1村  | ○下当間村 |
| 藩領         | 田中藩・岩村藩 | 1村  | ○吉津村 |
| 幕府領・藩領 | 旗本領・田中藩 | 1村  | ○八楠南村 |

- 1868年（慶応4年）

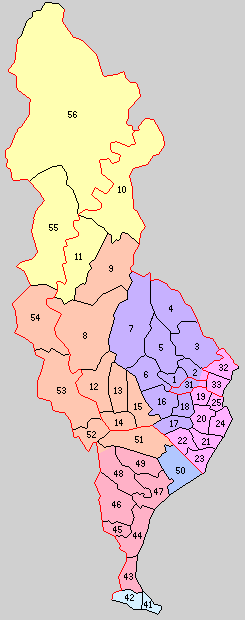
31.西益津村 32.東益津村 33.焼津村（紫：藤枝市 桃：焼津市 1 - 25は志太郡 41 - 56は榛原郡）

  - 5月24日 - 徳川宗家が駿河府中藩に転封。それにともない遠江・駿河・伊豆国内で領地替えが行われ、岩村藩領が美濃国土岐郡に転封、幕府領・旗本領が消滅。
  - 7月13日 - 沼津藩が上総菊間藩、田中藩が安房長尾藩に転封。
  - 以上の変更により、全域が府中藩の管轄となる。
- 1869年（明治2年）8月7日 - 府中藩が静岡藩に改称。
- 1871年（明治4年）
  - 7月14日 - 廃藩置県により静岡県の管轄となる。
  - 郡村の一部（田中城の区域など）より田中村が起立。（37村）
- 1875年（明治8年） - 馬場村・成沢村が合併して高崎村となる。（36村）
- 1879年（明治12年）
  - 3月12日 - 郡区町村編制法の静岡県での施行により行政区画としての益津郡が発足。「志太益津郡役所」を藤枝宿に設置し、志太郡とともに管轄。
  - 田中村が田中町に改称。（1町35村）
- 1881年（明治14年）（2町34村）
  - 郡村・長楽寺村・益津上村および志太郡水守村・市部村・五十海村・若王子村・鬼岩寺村のうち藤枝宿に属する地域が合併して志太郡藤枝宿本町が起立。
  - 益津上村の残部が藤枝宿の一部（上伝馬町南側、鍛冶町、裏町）と合併して益津町となる。
- 1889年（明治22年）4月1日 - 町村制の施行により、以下の町村が発足。（3村）
  - 西益津村 ← 郡村［大部分］、長楽寺村、田中町、益津下村、平島村、志太郡稲川村［大部分］（現・藤枝市）、益津郡大覚寺上村、大覚寺下村（現・焼津市）
  - 東益津村 ← 中里村、石脇上村、石脇下村、岡当目村、浜当目村、高崎村、吉津村、花沢村、小浜村、野秋村、関方村、策牛村、方ノ上村、坂本村（現・焼津市）
  - 焼津村 ← 城之腰村、鰯ヶ島村、北新田村、焼津北村、焼津村、新屋村、中村、大村、大村新田、塩津村、八楠南村、八楠北村（現・焼津市）
  - 益津町が志太郡藤枝町の一部となる。
  - 越後島村・下当間村が志太郡広幡村の一部となる。
- 1896年（明治29年）4月1日 - 郡制の施行のため、志太郡・益津郡の区域をもって、改めて志太郡を設置。同日益津郡廃止。

## 行政
志太・益津郡長
| 代 | 氏名 | 就任年月日                | 退任年月日                | 備考                           |
| -- | ---- | ------------------------- | ------------------------- | ------------------------------ |
| 1  |      | 明治12年（1879年）3月12日 |                           |                                |
|    |      |                           | 明治29年（1896年）3月31日 | 志太郡との合併により益津郡廃止 |